# Dobi-II
Dobi-II (Dobi от Dobkevičius, II — вторая модель) — самолёт-разведчик конструкции литовского авиаконструктора Юрия Добкевича (лит. Jurgis Dobkevičius), построен в Авиационных Мастерских в Каунасе (лит. Karo aviacijos dirbtuvės, KAD) в 1923 году. 

## История
В отличие от Dobi-I первого самолёта Добкевича, Dobi-II был двухместным самолётом с мощным двигателем в 200 л. с. и литовским военным машина очень понравилась. Сам Добкевич был отправлен на обучение в Высшую школу воздухоплавания (фр. L'Ecole Superieure d'Aeronautique) в Париже и его отсутствие затормозило испытания и доработку машины.
30 сентября 1924 года Добкевич и механик Я. Микенас совершали перелёт из Каунаса в Прагу, но при приземлении в Кёнигсберге из-за ограниченной видимости из кабины самолёт получил повреждения. После очередной аварии 5 ноября 1924 года произошедшей также из-за плохой видимости из кабины пилота Dobi-II, больше не ремонтировался.

## Конструкция
Dobi-II представлял собой одномоторный высокоплан с подкосным крылом. Деревянный фюзеляж овального сечения был покрыт фанерой, а крыло и хвостовое оперение имели полотняную обшивку. Шасси пирамидального типа, с хвостовым колесом. Двигатель с воздушных охлаждением Benz Bz.IV мощностью 200 л. с.

### Технические характеристики
- Экипаж: 2
- Длина: 6,10 м
- Размах крыла: 14,00 м
- Высота: 2,45 м
- Площадь крыла: 22,24 м²
- Коэффициент удлинения крыла:
- Профиль крыла:
- Масса пустого: 840 кг
- Масса снаряженного: кг
- Нормальная взлетная масса: 1240 кг
- Максимальная взлетная масса: кг
- Масса полезной нагрузки: кг
- Масса топлива и масла: кг
- Двигатели: 1 × Benz Bz.IV
- Мощность: 1× 200 л.с.[1]

### Лётные характеристики
- Максимальная скорость: 248 км/ч
- Крейсерская скорость: 190 км/ч
- Практическая дальность: 1000 км
- Практический потолок: 9 000 м
- Скороподъёмность: 167 м/мин
- Нагрузка на крыло: кг/м²
- Тяговооружённость: Вт/кг
- Максимальная эксплуатационная перегрузка[1]